# Władca Missisipi
Władca Missisipi (ang. The Master of the Mississippi) – opublikowany w 1992 roku komiks Dona Rosy, będący drugą częścią serii Życie i czasy Sknerusa McKwacza.

## Fabuła
Akcja rozpoczyna się w 1880 roku. Młody Sknerus McKwacz po podróży przez ocean ląduje w Nowym Orleanie, a następnie udaje się do Louisville w stanie Kentucky, by odnaleźć swojego stryja Angusa.
Brat Fergusa jest kapitanem statku pływającego po Missisipi. Razem z bratankiem oraz niespełnionym wynalazcą Diodakiem Newtoniuszem postanawia zająć się wydobyciem złota z zatopionej 30 lat temu „Białej Damy”. Na drodze staje mu inny kapitan, Porker Hogg, który sprzymierzył się z rzecznymi piratami - Brutalnym Benkiem i jego synami. Udaje mu się zatopić okręt McKwaczów, ale sam zostaje wyrzucony ze swojego statku przez Braci Be. Rozzłoszczony porażką oszust wrzuca Angusa do studni. McKwacz prosi bratanka, by zszedł razem z nim. Okazuje się, że teren farmy był 20 lat temu korytem rzeki, dopóki ta nie zmieniła swego biegu. Przypuszczenia Angusa potwierdzają się - „Biała Dama” zostaje odnaleziona, a złoto, choć trafiło w ręce Braci Be, dzięki fortelowi Sknerusa ostatecznie wpada w ręce prawowitego właściciela.
Sknerus przez 2 lata pracował na statku stryja, a potem sam przejął okręt i przewoził nim państwowe złoto. Po raz drugi spotkał się wtedy z Braćmi Be i po raz drugi zdołał wpakować ich do więzienia. Potem, rozczarowany coraz mniejszą opłacalnością swojego zawodu, postanowił zmienić pracę: zatrudnił się jako palacz parowozu. W tym momencie (1882 rok) kończy się akcja komiksu.